# Cânace
Cânace é uma personagem da mitologia grega, filha de Éolo e Enarete, que teve vários filhos de Posídon. Teve sete irmãos e seis irmãs. Os seus irmãos eram Átamas, Creteu, Déion, Magnes, Perieres, Salmoneu e Sísifo. Segundo outros relatos tradicionais (um deles será contado à frente), aparecem ainda referidos os nomes de Macar (também chamado Macareu), Étlio e Mimas, como seus irmãos. As suas irmãs eram Alcíone, Cálice, Pisídice e Perimede (perfazendo seis irmãs com Tânagra e Arne, segundo outros autores).
Com Posídon, gerou Aloeus, Epopeus, Hopelus, Nireus, Oto e Triopas. Segundo Ovídio, que se terá inspirado em Eurípides, Cânace foi forçada pelo seu pai (que lhe enviou uma espada) a cometer suicídio  como punição pelo facto de ter mantido uma relação incestuosa com o seu irmão Macareu, da qual nasceu uma criança que foi morta pelo avô, que a lançou aos cães, depois de a ter tirado das mãos da ama que a tentava salvar.